# 이글 리버

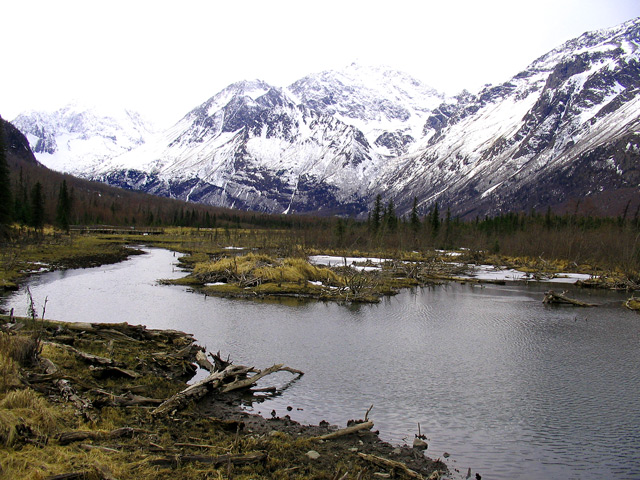
이글 리버 경치

이글 리버(영어: Eagle River)는 리처드슨 요새와 츄각 산맥에 있는 츄각 주립 공원 사이, 이글 강에 위치한 앵커리지 지자체안에 있는 커뮤니티이다. 우편번호 (zip code)는 99577이다.

## 인구
| 인구조사              | 인구  | Note | %±       |
| --------------------- | ----- | ---- | -------- |
| 1960년                | 130   |      | —        |
| 1970년                | 2,437 |      | 1,774.6% |
| U.S. Decennial Census |       |      |          |

2000년 인구조사는 이글 강안에 22,236명과 이글 리버 남동쪽에 추가적으로 8,000 명의 인구를 알게했다:츄지악, 버치우드, 피터스 크릭, 선더버드 폴스와 엑루트나. 대략 30,000 명이 이글 리버와 츄지악 지역안에, 글렌 고속도로 두 지역에 산다. 리처드슨 요새와 엘멘도프 공군기지 출신 많은 직원이 이글 강에 살고, 많은 그곳의 거주자들이 앵커리지 직장으로 통근한다.
이글 리버는 앵커리지, 팔머, 와실라 사이에 쇼핑 중심지이다. 대부분 가게들은 월마트, 프레드 메이어, 세이프 웨이이다. 최근 10년 지역 서비스에 있어 2가지 주요한 개선을 보였다:쇼핑과 의학과 치과 서비스의 유용성. 지역 영화극장이 6개의 스크린을 갖고 2006년에 재개하였다. 지역 식당들의 수가 지난 10년에 거의 2배만큼되었다. 맥도날드, 아비스, 피자헛, 타코 벨, 칼스 주니어 같은 페스트푸트 가게뿐만아니라, 멕시코, 이탈리아, 타이, 인도, 지역 알래스카와 미국 요리를 제공하는 이용가능한 식당들이 있다. 지역 커피 가게들은 매우 인기많은 곳이다.
이글 리버 고등학교는 남쪽 끝에 있는 반면에 츄지악 고등학교는 마을의 북동쪽에 있다.
알래스카 스타는 이글 리버, 츄지악, 엑루트나, 피터스 크릭과 버크우드의 커뮤니티들을 위한 고향신문이다.

## 학교
알래스카 대학은 그 지역에 지점이 있고 수업을 제공한다. 지역 신학대학이 있다.

## 지역스포츠와 활동
많은 지역의 흥미로운 스포츠가 있다: 실내 및 실외 축구, 야구, 소프트볼, 농구, 축구, 수영/다이빙, 하이킹, 크로스 컨트리

## 기후
강설량의 크기는 대개 10월 중반부터 12월까지이며, 1월부터 4월까지는 약간의 눈보라가 내린다.
| Eagle River, Alaska의 기후 | Eagle River, Alaska의 기후 | Eagle River, Alaska의 기후 | Eagle River, Alaska의 기후 | Eagle River, Alaska의 기후 | Eagle River, Alaska의 기후 | Eagle River, Alaska의 기후 | Eagle River, Alaska의 기후 | Eagle River, Alaska의 기후 | Eagle River, Alaska의 기후 | Eagle River, Alaska의 기후 | Eagle River, Alaska의 기후 | Eagle River, Alaska의 기후 | Eagle River, Alaska의 기후 |
| 월                         | 1월                        | 2월                        | 3월                        | 4월                        | 5월                        | 6월                        | 7월                        | 8월                        | 9월                        | 10월                       | 11월                       | 12월                       | 연간                       |
| -------------------------- | -------------------------- | -------------------------- | -------------------------- | -------------------------- | -------------------------- | -------------------------- | -------------------------- | -------------------------- | -------------------------- | -------------------------- | -------------------------- | -------------------------- | -------------------------- |
| 역대 최고 기온 °F (°C)     | 50 (10)                    | 52 (11)                    | 55 (13)                    | 70 (21)                    | 77 (25)                    | 84 (29)                    | 83 (28)                    | 84 (29)                    | 70 (21)                    | 65 (18)                    | 55 (13)                    | 53 (12)                    | 84 (29)                    |
| 일평균 최고 기온 °F (°C)   | 22 (−6)                    | 26 (−3)                    | 34 (1)                     | 44 (7)                     | 54 (12)                    | 62 (17)                    | 65 (18)                    | 63 (17)                    | 55 (13)                    | 40 (4)                     | 27 (−3)                    | 23 (−5)                    | 43 (6)                     |
| 일평균 최저 기온 °F (°C)   | 9 (−13)                    | 11 (−12)                   | 16 (−9)                    | 27 (−3)                    | 37 (3)                     | 45 (7)                     | 49 (9)                     | 47 (8)                     | 39 (4)                     | 26 (−3)                    | 14 (−10)                   | 11 (−12)                   | 28 (−3)                    |
| 역대 최저 기온 °F (°C)     | −23 (−31)                  | −29 (−34)                  | −17 (−27)                  | −5 (−21)                   | 20 (−7)                    | 33 (1)                     | 40 (4)                     | 32 (0)                     | 16 (−9)                    | −3 (−19)                   | −18 (−28)                  | −18 (−28)                  | −29 (−34)                  |
| 평균 강수량 인치 (mm)      | 0.60 (15)                  | 0.74 (19)                  | 0.71 (18)                  | 0.33 (8.4)                 | 0.64 (16)                  | 1.00 (25)                  | 2.02 (51)                  | 2.37 (60)                  | 2.45 (62)                  | 1.75 (44)                  | 1.11 (28)                  | 1.34 (34)                  | 15.06 (380.4)              |
| 출처:                      |                            |                            |                            |                            |                            |                            |                            |                            |                            |                            |                            |                            |                            |

## 역사
그 이름 이글 리버는 미국 지질 조사에 의해 1939년 처음 보고되었다. 이글 리버 우체국은 1961년에 설립되었다. 추지악과 이글 리버는 앵커리지시와 더 큰 앵커리지 지역 자치구가 1975년 통합되었을 때 앵커리지 지자체에 합병되었다. 그 지자체로부터 탈퇴하려는 노력이 탄원과 지방자치 투표의 형태로 2000년부터 진행 중이다.

### 박물관
- 알래스카 자연사 박물관 (영어:Alaska Museum of Natural History) - 1994년 5월 이글 리버에 문을 열었으며, 학교에 다니는 어린이와 성인들을 위해 정규적인 과학 교실을 제공해준다.
- 에클루트나 역사 공원 (영어:Eklutna Historical Park) - 앵커리지로부터 46.84km 떨어진 테나이나 애서배스카 족의 역사적인 위치이다. 1650년대로 거슬러 올라가서, 이곳은 "Spirit House"라 불리는 매우 작은 건물들이 있었다.

## 이글 리버 네이처 센터
츄각 주립 공원에 입구에 위치한 이글 리버 네이처 센터는 이글 리버 도로 19.308km 위쪽에 있다. 주립 캠프장은 글렌 고속도로가 이글 강을 가로지르는 곳에 위치하며, 주립 교도소가 가까이에 있다.
그 센터는 교육과 교외 소풍으로 사람들이 자연과 더 가까워지는 것을 목표로 하는 수많은 교육 프로그램을 운영한다.
네이처 센터의 프로그램은 직원과 자연역사의 분야에 전문적인 지식을 지닌 임시 자원봉사자들이 진행한다. 대부분의 프로그램들이 후원 때문에 무료이다.
이 프로그램들은 크게 주말 프로그램, 학교 프로그램, 특별 여름 프로그램, 규칙을 잘 지키는 어린이 프로그램, 관광여행 단체 프로그램으로 나뉜다.
인기있는 지역 활동에는 래프팅, 스키, 산맥 탐험이 있다.
시내둑 복구와 연어 전망대 강화 프로젝트를 2008년 5월 21일 ~ 5월 23일까지 완성시켰다. 이 프로젝트는 그 구조의 본래의 모습을 손상시키는 침식으로부터 그 곳을 보호하도록 도와준다.

## 지역출신 유명인사
- 팸 드레이어 (Pam Dreyer, 1981년 8월 9일 ~)는 2006년 동계올림픽 아이스 하키 동메달 수상자이다. 2003년 브라운 대학을 졸업하였다.

## 참고
1. ↑  “U.S. Decennial Census”. Census.gov. 2015년 5월 7일에 원본 문서에서 보존된 문서. 2013년 6월 6일에 확인함.
2. ↑  (영어) 알래스카 스타
3. ↑  “www.weather.com”. 2018년 11월 24일에 원본 문서에서 보존된 문서.